# 天池町 (名古屋市)
天池町（あまいけちょう）は、愛知県名古屋市昭和区の地名。

## 歴史

### 町名の由来
当地にあった新雨池（龍興寺池）に由来する。池は大正末期から昭和初期に埋め立てられ現存しない。埋め立てには第一次世界大戦のドイツ人捕虜が多数使用されたとされる。

### 沿革
- 1931年（昭和6年）4月1日 - 中区御器所町の一部により、同区天池町が成立[3]。
- 1933年（昭和8年） - 天池市場開設[2]。
- 1937年（昭和12年）10月1日 - 昭和区に編入され、同区天池町となる[3]。
- 1945年（昭和20年）4月20日 - 愛知県叢雲消防署が2丁目1番地に移転する[4]。
- 1948年（昭和23年）3月7日 - 名古屋市消防局発足に伴い、愛知県叢雲消防署が昭和消防署に改組[4]。
- 1960年（昭和35年）12月 - メーキューが名古屋給食株式会社として当地で創業[5]。
- 1959年（昭和36年）12月15日 - 昭和消防署を昭和区御器所通2丁目16番地に移転[6]。
- 1965年（昭和40年）10月 - 名古屋給食本社が中区錦三丁目に移転する[5]。
- 1972年（昭和47年）8月1日 - 昭和区御器所二丁目・御器所三丁目・恵方町・天神町がそれぞれ編入され消滅[3]。